# Zsigmond Móricz
Zsigmond Móricz (Tiszacsécse, 29 giugno 1879 – Budapest, 5 settembre 1942) è stato uno scrittore ungherese.
Educato al calvinismo, esercitò la professione di giornalista prima di dedicarsi alla letteratura. 
Alla base della sua formazione sono Mór Jókai e Kálmán Mikszáth e la lezione del naturalismo: i suoi più numerosi romanzi traggono ambientazioni e personaggi dal mondo contadino e della piccola borghesia di provincia, sia contemporanea sia di epoche passate..
La sua produzione è vastissima: a partire dal 1910 circa scrisse uno, talvolta due o tre romanzi all'anno.

## Opere
- 1907 – Harmatos rózsa
- 1908 – Erdő-mező világa
- 1908 – Judith és Eszter
- 1908 – Hét krajcár Sette balocchi Archiviato il 15 gennaio 2011 in Internet Archive.
- 1910 – Sári bíró
- 1910 – Tragédia
- 1910 – Sárarany
- 1911 – Az Isten háta mögött
- 1912 – Boldog világ
- 1912 – A galamb papné
- 1912 – Magyarok
- 1912 – Tavaszi szél
- 1913 – Kerek Ferkó
- 1913 – Szerelem
- 1915 – Mese a zöld füvön
- 1916 – Nem élhetek muzsikaszó nélkül
- 1916 – Szegény emberek
- 1916 – A tűznek nem szabad kialudni
- 1917 – A fáklya
- 1917 – Árvalányok
- 1918 – Fortunatus
- 1918 – Vérben, vasban
- 1920 – Légy jó mindhalálig
- 1922 – Tündérkert (Erdély-trilógia I.)
- 1924 – A vadkan
- 1924 – Búzakalász
- 1924 – Pillangó
- 1926 – Kivilágos kivirradtig
- 1927 – A nagy fejedelem (Erdély-trilógia II.)
- 1928 – Arany szoknyák
- 1928 – Úri muri
- 1929 – Forró mezők
- 1929 – Esőleső társaság
- 1931 – Forr a bor
- 1931 – Barbárok
- 1931 - A kondás legszennyesebb inge
- 1932 – Rokonok
- 1935 – A boldog ember
- 1935 – A nap árnyéka (Erdély-trilógia III.)
- 1936 – Bál
- 1936 – Komor ló
- 1936 – Rab oroszlán (in italiano "Tentazione", Baldini Castoldi Editore, 1940)
- 1937 – Betyár
- 1938 – Míg új a szerelem
- 1939 – Életem regénye
- 1941 – Árvácska
- 1941 – Rózsa Sándor a lovát ugratja
- 1942 – Rózsa Sándor összevonja szemöldökét